# Alexandre Comisetti
Alexandre Comisetti (ur. 21 lipca 1973 w Saint-Loup) – piłkarz szwajcarski grający na pozycji lewego pomocnika.

## Kariera klubowa
Comisetti jest wychowankiem klubu Bercher, a następnie trenował w Yverdon-Sport. W 1987 roku przeszedł do Lausanne Sports. W jego barwach zadebiutował w 1991 roku w pierwszej lidze szwajcarskiej. Po dwóch latach przeniósł się do grającego w drugiej lidze Yverdon-Sport FC i w barwach tego klubu zdobył aż 20 goli w sezonie. Na sezon 1993/1994 Comisetti wrócił do drużyny z Lozanny, jednak nie sprawdził się i ponowne na rok został wypożyczony do Yverdonu, dla którego strzelił 18 bramek. Latem 1995 Alexandre przeszedł do Grasshopper Club. Już w 1996 roku wywalczył swoje pierwsze mistrzostwo Szwajcarii, a w 1998 roku dołożył do tego drugi tytuł.
Latem 1999 Comisetti przeszedł do francuskiego AJ Auxerre, prowadzonego przez słynnego Guy Roux. W pierwszym sezonie zajął z Auxerre 8. miejsce, a w kolejnym dopiero 13. W AJA nie sprawdził się jednak i w 2001 roku wrócił do Szwajcarii. Przez 3 lata Alexandre grał w Servette FC, a największym sukcesem w tym okresie było zajęcie 3. miejsca w sezonie 2003/2004. Na sezon 2004/2005 Comisetti przeszedł do Le Mans FC, któremu pomógł w awansie do Ligue 1. Od lata 2005 roku do 2007 roku był zawodnikiem Lausanne Sports, z którym grał w rozgrywkach drugiej ligi Szwajcarii.
| Sezon   | Klub             | Kraj       | Rozgrywki          | Mecze | Bramki |
| ------- | ---------------- | ---------- | ------------------ | ----- | ------ |
| 1990/91 | Lausanne Sports  | Szwajcaria | Nationalliga A     | 8     | 1      |
| 1991/92 | Lausanne Sports  | Szwajcaria | Nationalliga A     | 6     | 1      |
| 1992/93 | Yverdon-Sport FC | Szwajcaria | Nationalliga B     | 35    | 20     |
| 1993/94 | Lausanne Sports  | Szwajcaria | Nationalliga A     | 22    | 5      |
| 1994/95 | Yverdon-Sport FC | Szwajcaria | Nationalliga B     | 27    | 18     |
| 1995/96 | Grasshopper Club | Szwajcaria | Nationalliga A     | 32    | 8      |
| 1996/97 | Grasshopper Club | Szwajcaria | Nationalliga A     | 29    | 2      |
| 1997/98 | Grasshopper Club | Szwajcaria | Nationalliga A     | 12    | 1      |
| 1998/99 | Grasshopper Club | Szwajcaria | Nationalliga A     | 23    | 6      |
| 1999/00 | AJ Auxerre       | Francja    | Ligue 1            | 19    | 1      |
| 2000/01 | AJ Auxerre       | Francja    | Ligue 1            | 21    | 3      |
| 2001/02 | Servette FC      | Szwajcaria | Nationalliga A     | 18    | 7      |
| 2002/03 | Servette FC      | Szwajcaria | Nationalliga A     | 23    | 3      |
| 2003/04 | Servette FC      | Szwajcaria | Swiss Super League | 22    | 1      |
| 2004/05 | Le Mans FC       | Francja    | Ligue 2            | 25    | 3      |
| 2005/06 | Lausanne Sports  | Szwajcaria | Challenge League   | 22    | 1      |
| 2006/07 | Lausanne Sports  | Szwajcaria | Challenge League   | 11    | 1      |

## Kariera reprezentacyjna
W reprezentacji Szwajcarii Comisetti zadebiutował w 13 marca 1996 roku w zremisowanym 1:1 meczu z Luksemburgiem. W tym samym roku został członkiem kadry na Euro 96. Zagrał tam w dwóch grupowych meczach jako rezerwowy: przegranym 0:2 z Holandią i zremisowanym 1:1 z Anglią. W reprezentacji występował w eliminacjach do MŚ 1998 oraz Euro 2000. Karierę reprezentacyjną zakończył w 2000 roku. W kadrze wystąpił łącznie w 30 meczach i strzelił 4 gole.